# Ipulo jezik
Ipulo jezik (assumbo, asumbo, badzumbo; ISO 639-3: ass), jedan od sedamnaest tivoid jezika, šire južnobantoidne skupine, kojim govori 2 500 ljudi (1990 SIL) u Kamerunskoj provinciji Southwest.
Dijalekti su mu olulu, tinta i etongo. Neki govore i kamerunski pidžin [wes], eman [emn] ili caka [ckx].

## Vanjske poveznice
- Ethnologue (14th)
- Ethnologue (15th)